# XO-3b
XO-3bは、きりん座XO-3の周りを3.2日間の周期で公転する、木星の約11.79倍の質量を持つ太陽系外惑星である。半径は木星の約1.217倍である。2007年5月30日にハワイ州ホノルルで開催されたアメリカ天文学会で発見が公表された。この発見は、ハワイのハレアカラ山に設置されているXO望遠鏡を用いたアマチュアとプロの天文学者の共同研究により発見された。
「変わり者」惑星との異名を持つとおり、親星から非常に近い楕円軌道を公転する太陽系外惑星の中では、最も大きい質量を持つ。また、トランジットを起こす惑星であり、一周ごとに親星の前面を通過する。XO望遠鏡で発見された3つ目の惑星である。

## 軌道の傾斜
ロシター効果の測定により、惑星の軌道平面と親星の赤道面の間の角を決定することができる。最初の報告では、これまで発見されたトランジット惑星と比べて非常に大きな、70 ± 15°と報告された。著者は、測定に偏りが影響していると警告し、実際、後に独立した別のグループが測定すると37.3 ± 3.7°となった。しかしこの値でも、太陽の赤道面と木星の軌道面の間の角である6°とはかなりのずれが生じていた。このずれは、過去に別の惑星と遭遇して惑星系の面から蹴り出され、軌道が変わった可能性を示唆している。このような、惑星系における惑星と惑星の間の相互作用は、アンドロメダ座υ星においても見られる。

## 論争
この天体を惑星と分類するか、褐色矮星と分類するかに関して、現在も論争がある。この論争を主導する天文学者の1人はChristopher Johns-Krullである。親星の周りを公転する褐色矮星が見つかったのは初めてではないため、この種の論争はしばしば起こるものである。
出現と消失の際の光度曲線の形は、この天体が惑星程度の1.32 ± 0.15木星半径と11.71 ± 0.46木星質量を持つことを示している。